# Witalij Curkan
Witalij Curkan (ukr. Віталій Цуркан, ur. 3 kwietnia 1989 w Chersoniu) – ukraiński wioślarz.

## Osiągnięcia
- Mistrzostwa Świata Juniorów – Brandenburg 2005 – ósemka – 4. miejsce[1].
- Mistrzostwa Świata Juniorów – Amsterdam 2006 – ósemka – 14. miejsce[1].
- Mistrzostwa Świata Juniorów – Pekin 2007 – dwójka bez sternika – 11. miejsce[1].
- Mistrzostwa Świata U-23 – Račice 2009 – czwórka ze sternikiem – 4. miejsce[1].
- Mistrzostwa Europy – Brześć 2009 – dwójka bez sternika – 9. miejsce[1].